# Isol
Isol (egentligen Marisol Misenta), född  6 mars 1972  i Buenos Aires, är en argentinsk bilderbokskonstnär, serietecknare, grafiker, författare, sångerska och kompositör.

## Biografi
Isol inledde sin konstnärliga utbildning på Escuela Nacional de Belles Artes Rogelio Yrurtia för att bli bildlärare. Därefter studerade hon ett par år på konsthögskolan i Buenos Aires.
Isol har givit ut ett tiotal titlar, där hon själv står för både text och bild. Hon har illustrerat ungefär lika många texter av andra författare som till exempel Jorge Luján och Paul Auster. År 1997 gav Isol ut sin första egna bok, Hundarnas liv (Vida de perros). Boken, som handlar om en pojke som ser stora likheter mellan sig själv och sin hund, blev väl mottagen.
Som finalist till H.C. Andersen-medaljen 2006 kom Isol att räknas som en av världens fem främsta illustratörer. Den 27 maj 2013 emottog hon på Stockholms konserthus ur Kronprinsessan Victorias hand Litteraturpriset till Astrid Lindgrens minne (ALMA). Misenta är representerad vid bland annat Nordiska Akvarellmuseet.

### Sångarkarriär

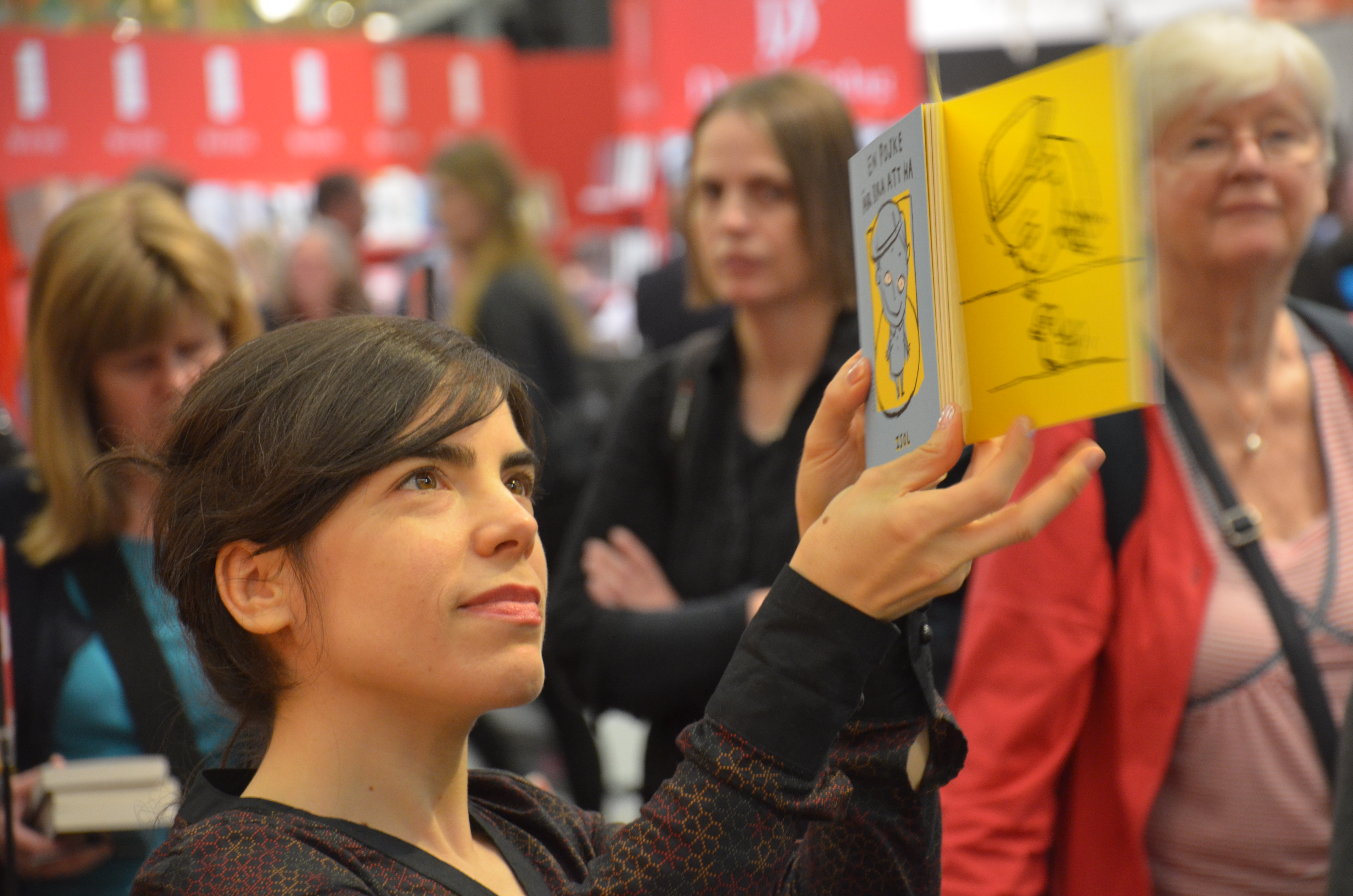
Isol med sin senaste bok på Bokmässan i Göteborg 2013.

Isol var vokalist och grundande medlem i popgruppen Entre Ríos till 2005, med vilken hon spelade in följande med Sebastián Carreras och Gabriel Lucena:
1. Litoral (2000)
2. Temporal (2001)
3. Idioma suave (2002), på Elefant Records (även i Japan) med Temporal och Litoral bland andra.
4. Completo (2004),  Temporal och Litoral med flera remixer.
5. Sal (2002), 2003 även i Spanien för Elefant.
6. Onda (2005)

## Böcker på svenska
- Petit, monstret, Alfabeta Bokförlag 2013
- Jorge Luján; Numeralia: en liten dikt om siffror, Lilla Piratförlaget 2013
- En anka är bra att ha; En pojke är bra att ha, Alfabeta 2013
- Nocturne: recept på drömmar, varierade och lättlagade (tar bara fem minuter), Alfabeta 2014
- Minstingen: en historia baserad på verkliga händelser, Alfabeta 2015[5]
- Hur ska det gå för Toribio?, Alfabeta 2019